# تورتيكيوسن
تورتيكيوسن (بالفرنسية: Tortequesne)‏ هي بلدية تقع في إقليم باد كاليه من منطقة نور با دو كاليه في شمال فرنسا. تبلغ مساحة هذه المدينة 3.37 (كم²)، وترتفع عن سطح البحر 42 م، يبلغ عدد سكانها 723 نسمة حسب إحصاء المعهد الوطني للإحصاء والدراسات الاقتصادية سنة 2009 م. وترأس André Martin البلدية خلال فترة (2008-2014).